# Santuario di Nostra Signora delle Penne
Il santuario di Nostra Signora delle Penne è un luogo di culto cattolico situato nel comune di Laigueglia, presso la sommità del promontorio di Capo Mele, in provincia di Savona.

## Storia e descrizione
La leggenda popolare vuole che fu la comunità di pescatori catalani, emigrata a Laigueglia tra il Cinque-Seicento, ad edificare nel corso della metà del XVII secolo questo piccolo luogo di preghiera presso uno sperone roccioso del promontorio di Capo Mele, poco sopra la strada statale 1 Via Aurelia.
A questo periodo risalirebbe, inoltre, la statua della Madonna portata proprio dai marinai corallini ed intitolata nella lingua madre catalana a Nuestra Señora de la peña (Nostra Signora della roccia, o della rupe), nome che nel corso dei secoli fu tradotto e italianizzato in Nostra Signora delle Penne.
La struttura si presenta ad unica aula, rettangolare, dove venne poi aggiunto un annesso ricovero per viandanti e pellegrini. Sul lato del santuario che si affaccia sul mare è stato dipinto l'affresco denominato come Madonna dai Grandi Occhi. All'interno sono conservati ex voto legati al mare e alla marineria donati, come da tradizione religiosa, per grazie ricevute.